# Стефаник Лука Юрійович
Лука Юрійович Стефаник (1916, тепер Івано-Франківської області — ?) — український радянський діяч, голова кількох колгоспів Снятинського і Городенківського районів Івано-Франківської області, голова Городенківського районного об'єднання по виробництву яловичини. Депутат Верховної Ради УРСР 8-9-го скликань.

## Біографія
Народився у селянській родині.
З 1931 р. — працював у господарстві батьків у Станіславському воєводстві.
З 1946 р. — обліковець, молодший ветеринарний фельдшер, голова колгоспу імені Василя Стефаника Снятинського району Станіславської області.
Освіта середня. У 1956 році закінчив сільськогосподарську школу.
Член КПРС з 1957 року.
З 1956 р. — голова колгоспу «Зоря комунізму» Снятинського району Станіславської області, голова колгоспу «Шлях до комунізму» Городенківського району Станіславської області.
У 1966 — 1967 р. — голова колгоспу «17 Вересня» села Серафинці Снятинського району Івано-Франківської області, у 1967 — 1970 р. — голова колгоспу «Маяк» міста Городенка Городенківського району, у 1970 — 1974 р. — голова колгоспу «17 Вересня» села Серафинці Снятинського району.
З 1974 р. — голова Городенківського районного об'єднання по виробництву яловичини Івано-Франківської області.
Потім — на пенсії у місті Городенка Івано-Франківської області.

## Нагороди
- ордени
- медалі